# Santa Maria Addolorata a Piazza Buenos Aires
Santa Maria Addolorata a Piazza Buenos Aires ou Igreja de Nossa Senhora das Dores na Praça Buenos Aires é uma igreja titular e igreja nacional dos argentinos em Roma, Itália, localizada on Viale Regina Margherita e dedicada a Nossa Senhora das Dores.
O cardeal-presbítero protetor do título da Beata Virgem Maria das Dores na Piazza Buenos Aires é Estanislao Esteban Karlic.

## História
Santa Maria foi fundada pelo padre argentino monsenhor José León Gallardo com doações feitas por bispos argentinos, iniciando em 9 de julho de 1910, o centenário da independência da Argentina. A senhora Saenz Peña, esposa do presidente da Argentina, esteve presente à cerimônia. A construção levou vinte anos e a igreja foi finalmente inaugurada em 1930. Daí até 1989, foi servida pelos padres mercedários e é atualmente servida pelo clero diocesano de uma comunidade adjacente à igreja.
Um projeto do arquiteto foi Giuseppe Astorri, Santa Maria tem um campanário de sete andares e uma fachada de dois, num estilo que imita a arquitetura paleocristã, com uma imagem central em mosaico do Cordeiro de Deus (Agnus Dei) e os "tetramorfos", os símbolos dos evangelistas, além de quatro palmeiras (simbolizando o paraíso), os rios do Jardim do Éden e símbolos dos doze apóstolos. 
O interior foi construído em estilo bizantino, com uma nave e dois corredores, separados por colunas jônicas, um púlpito e um atril cosmatescos e piso de mármore multicolorido (em padrões geométricos, com o brasão da Argentina no centro e uma laje em homenagem ao fundador presenteada pelos cardeais e bispos argentinos durante o Concílio Vaticano II).
Na abside, que fica no extremo leste, está um mosaico de Nossa Senhora das Dores, de Giambattista Conti, e o altar-mor , decorado em ônix e coberto por um baldaquino apoiado por quatro colunas coríntias de granito. O coro está separado da nave por um anel de mármore branco decorado com entalhes e um portão de bronze decorado com o brasão argentino e o da Ordem dos Mercedários.
No altar está ainda uma pequena estátua de Nossa Senhora de Luján, a padroeira da Argentina.

## Galeria

Imagens da igreja
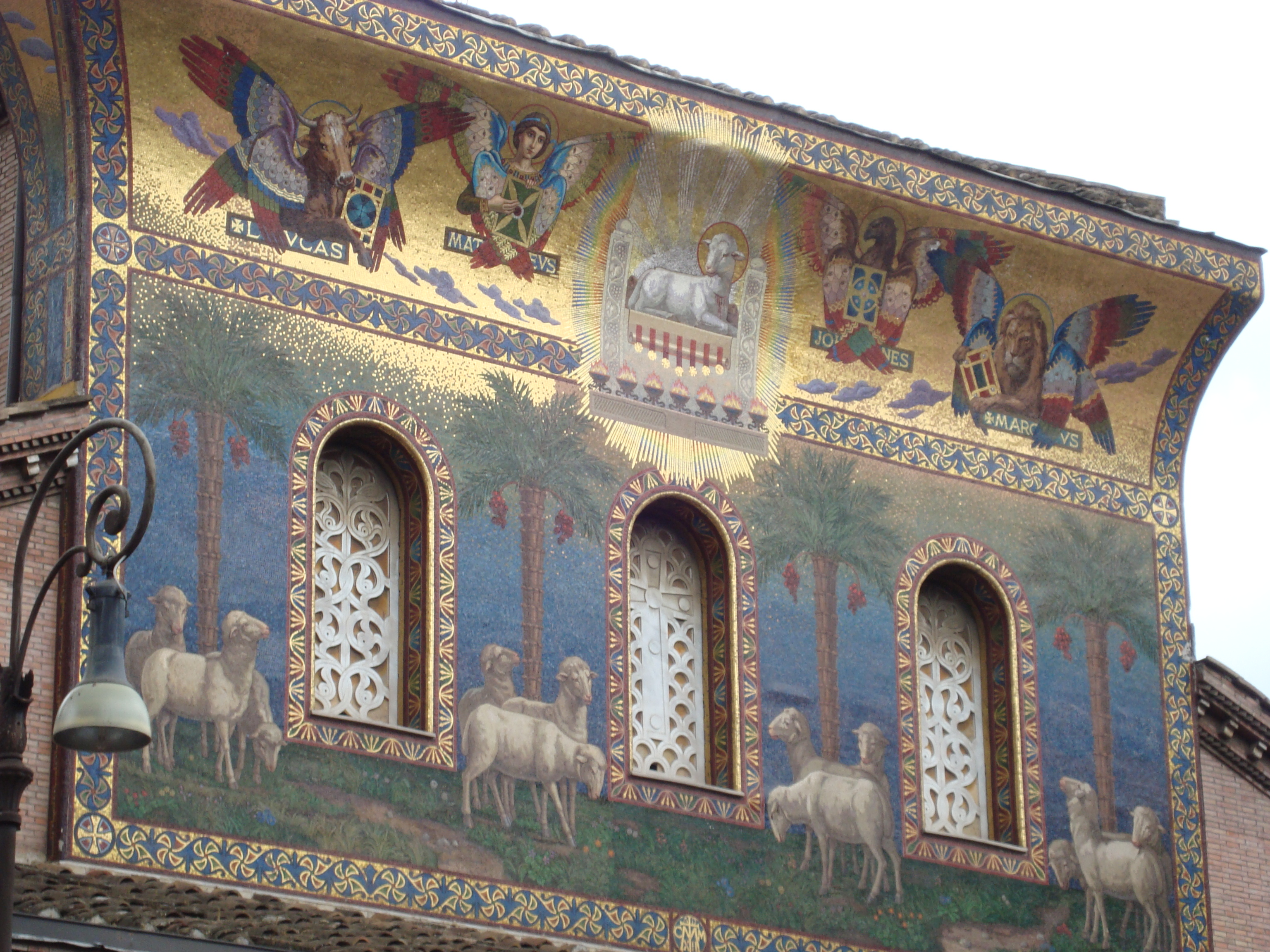
Detalhe do mosaico da fachada
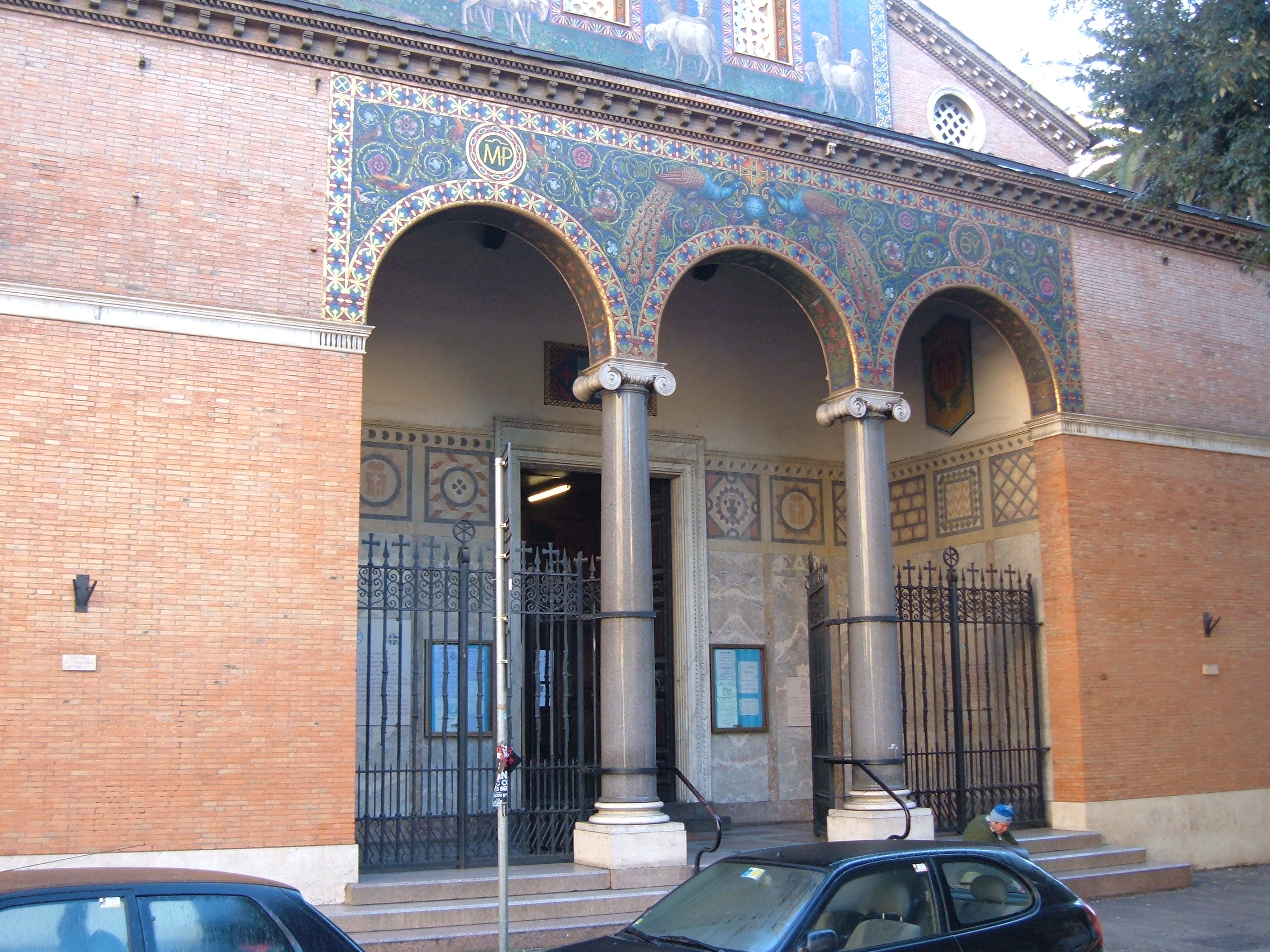
Portal principal
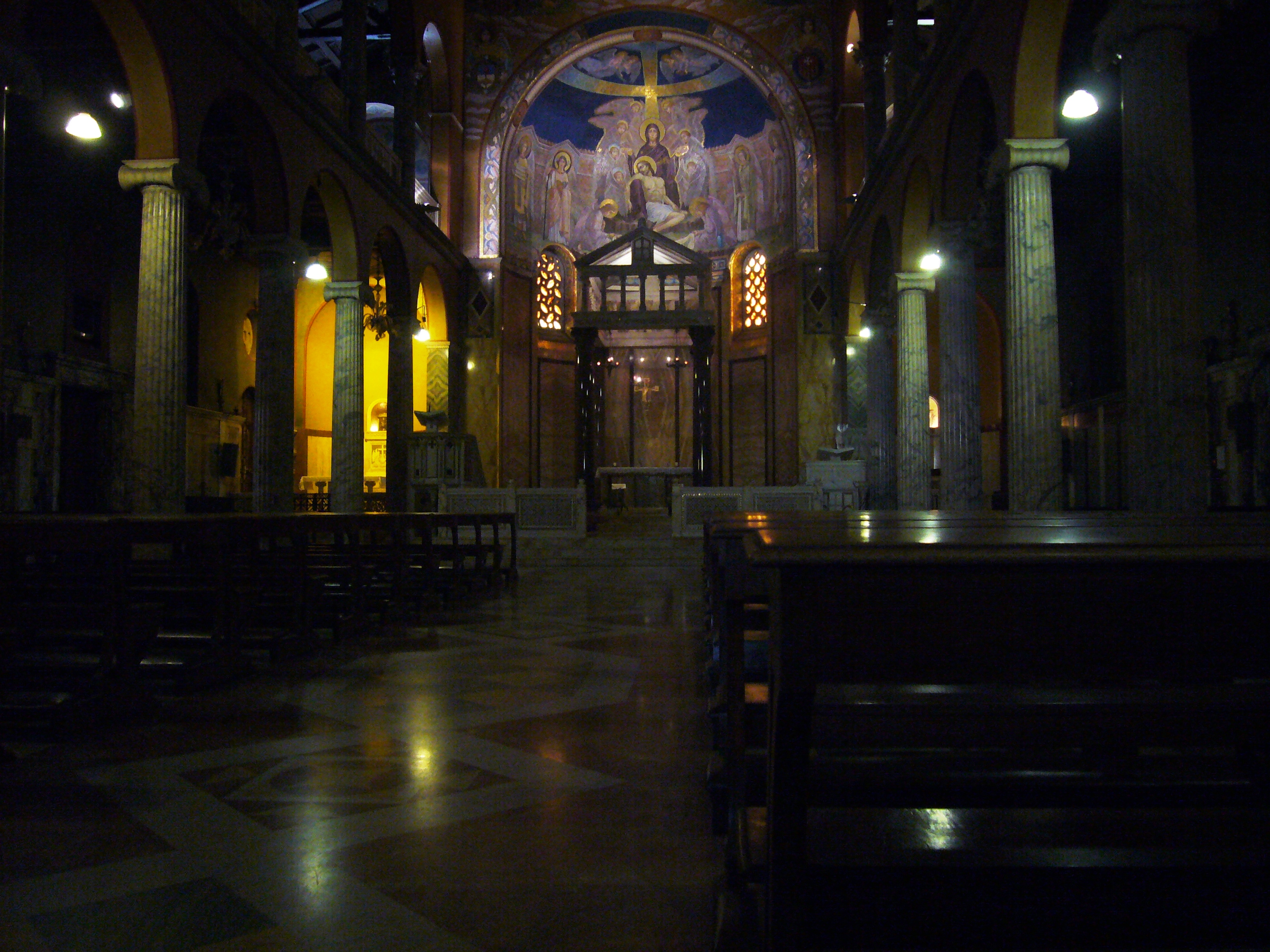
Vista do interior
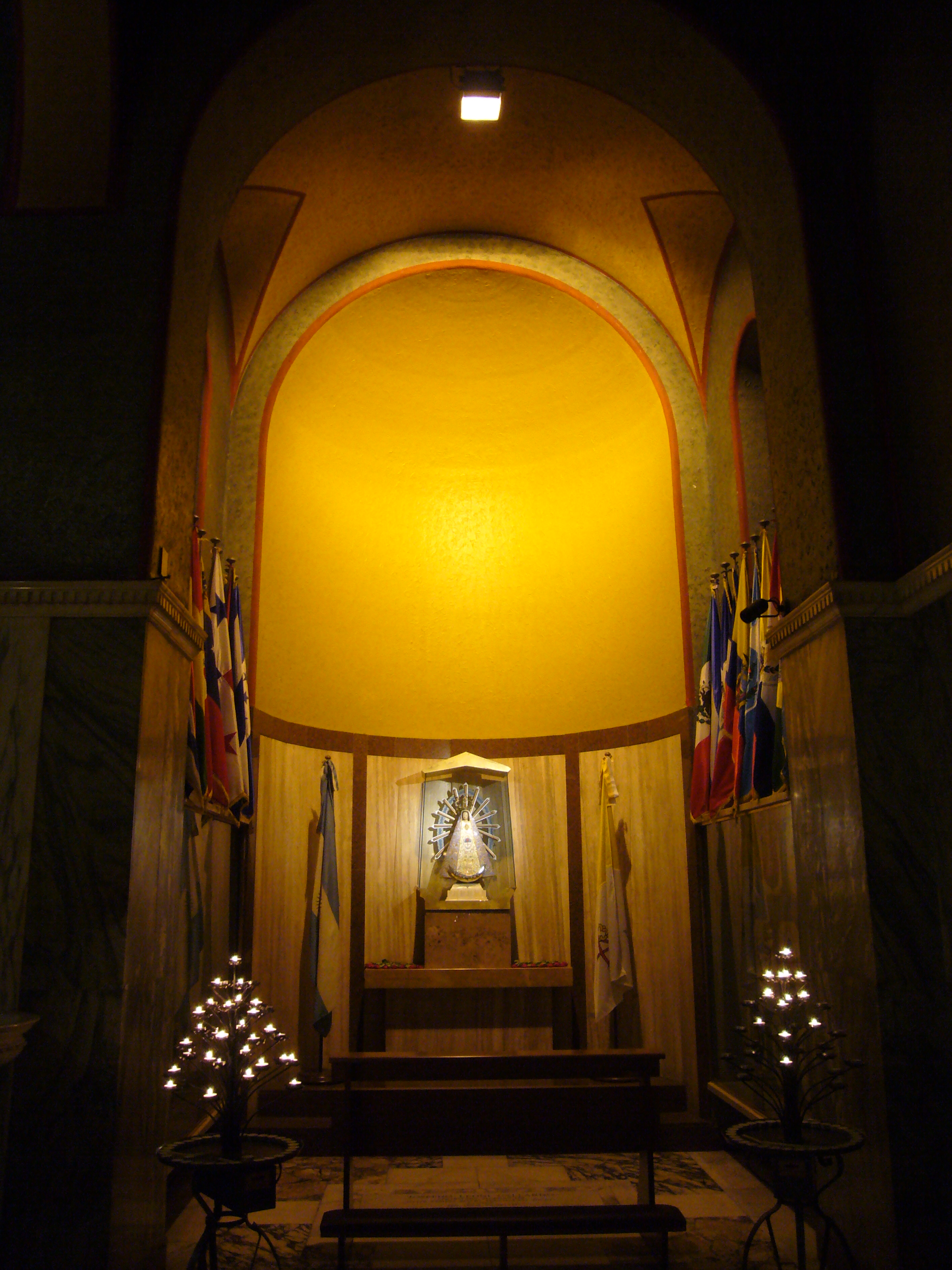
Vista da Addolorata